# 圣博艾尔
圣博艾尔（法語：Saint-Bohaire，法語發音：[sɛ̃ bɔ.ɛʁ]）是法国卢瓦-谢尔省的一个市镇，属于布卢瓦区。

## 地理
圣博艾尔（47°38'40"N, 1°15'48"E）面积14.06 平方千米，位于法国中央-卢瓦尔河谷大区卢瓦-谢尔省，该省份为法国中北部省份，北起厄尔-卢瓦省，东北接卢瓦雷省，东南接谢尔省，南至安德尔省，西南接安德尔-卢瓦尔省，西北接萨尔特省。
与圣博艾尔接壤的市镇（或旧市镇、城区）包括：拉沙佩勒-旺多穆瓦斯、福塞、朗德勒戈卢瓦、圣吕班-昂韦尔戈努瓦。

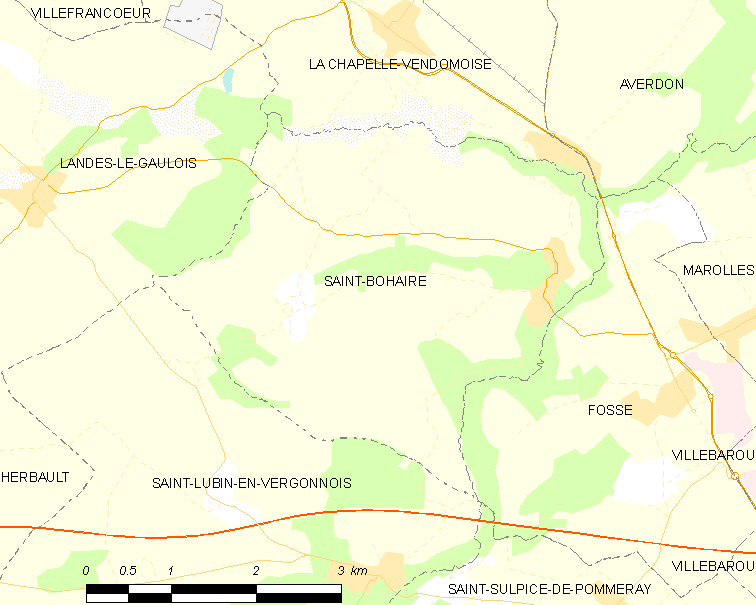
圣博艾尔的OSM定位图

圣博艾尔的时区为UTC+01:00、UTC+02:00（夏令时）。

## 行政
圣博艾尔的邮政编码为41330，INSEE市镇编码为41203。

## 政治
圣博艾尔所属的省级选区为卢瓦尔河畔沃赞县。

## 人口

1962-2008年间圣博艾尔人口变化图示

圣博艾尔于2022年1月1日时的人口数量为493人。